# 天津市津南医院
天津市津南医院，旧院区位于天津市津南区咸水沽津沽路120号，新院区位于天津市津南区福海路，前身是天津市津南区咸水沽医院。2020年2月，该院新址被征用作为新型冠状病毒肺炎患者的集中收治医院。
2021年8月，天津大学与津南区人民政府合作，在隶属关系不变的情况下天津市津南医院挂牌天津大学津南医院。